# Seznam ruských příjmení dle četnosti
Toto je seznam 100 nejčastějších ruských příjmení řazených dle četnosti na území Ruské federace.
Většina ruských příjmení má původ v křestních jménech osobních, pojmenování zvířat či povolání.

## Seznam
| Pořadí | Příjmení                   | Azbukou     | Etymologie                                                          |
| ------ | -------------------------- | ----------- | ------------------------------------------------------------------- |
| 1      | Smirnov                    | Смирнов     | od výrazu smirnyj (klidný, tichý)                                   |
| 2      | Ivanov                     | Иванов      | z křestního jména Ivan (Jan)                                        |
| 3      | Kuzněcov                   | Кузнецов    | podle povolání - kovář                                              |
| 4      | Popov                      | Попов       | podle církevní hodnosti - pop                                       |
| 5      | Sokolov                    | Соколов     | ptačí jméno podle sokola                                            |
| 6      | Lebeděv                    | Лебедев     | ptačí jméno podle labutě                                            |
| 7      | Kozlov                     | Козлов      | zvířecí jméno podle kozla                                           |
| 8      | Novikov                    | Новиков     | z umgangssprachlichen Wort für neues Kind                           |
| 9      | Morozov                    | Морозов     | od výrazu moros (Frost)                                             |
| 10     | Petrov                     | Петров      | z křestního jména Pjotr (Petr)                                      |
| 11     | Volkov                     | Волков      | zvířecí jméno podle vlka                                            |
| 12     | Solovjov                   | Соловьёв    | ptačí jméno podle slavíka                                           |
| 13     | Vasiljev                   | Васильев    | z křestního jména Vasilij (Vasil/Basileus)                          |
| 14     | Zajcev                     | Зайцев      | zvířecí jméno podle zajíce                                          |
| 15     | Pavlov                     | Павлов      | z křestního jména Pavel                                             |
| 16     | Semjonov                   | Семёнов     | z křestního jména Semjon (Šimon)                                    |
| 17     | Golubev (Goluběv/Golubjev) | Голубев     | ptačí jméno podle holuba                                            |
| 18     | Vinogradov                 | Виноградов  | od výrazu pro vinné hrozny                                          |
| 19     | Bogdanov                   | Богданов    | z křestního jména Bogdan (Bohdan)                                   |
| 20     | Vorobjov                   | Воробьёв    | ptačí jméno podle vrabce                                            |
| 21     | Fjodorov                   | Фёдоров     | z křestního jména Fjodor (Teodor)                                   |
| 22     | Michajlov                  | Михайлов    | z křestního jména Michail (Michal/Michael)                          |
| 23     | Běljajev                   | Беляев      | od výrazu bělyj (bílý, blonďatý)                                    |
| 24     | Tarasov                    | Тарасов     | z křestního jména Taras                                             |
| 25     | Bělov                      | Белов       | identicky s příjmením Běljajev (viz č. 23)                          |
| 26     | Komarov                    | Комаров     | podle hmyzu komára                                                  |
| 27     | Orlov                      | Орлов       | ptačí jméno podle Orla                                              |
| 28     | Kiseljov                   | Киселёв     | podle tradičního nápoje kysele                                      |
| 29     | Makarov                    | Макаров     | z křestního jména Makar (Makarios)                                  |
| 30     | Andrejev                   | Андреев     | z křestního jména Andrej (Ondřej)                                   |
| 31     | Kovaljov                   | Ковалёв     | podle povolání kovář                                                |
| 32     | Iljin                      | Ильин       | z křestního jména Ilja (Eliáš)                                      |
| 33     | Gusev                      | Гусев       | ptačí jméno podle husy                                              |
| 34     | Titov                      | Титов       | z křestního jména Titus                                             |
| 35     | Kuzmin                     | Кузьмин     | z křestního jména Kuzma (Kosmas)                                    |
| 36     | Kudrjavcev                 | Кудрявцев   | od výrazu kudrjavyj (kudrnatý, kučeravý)                            |
| 37     | Baranov                    | Баранов     | zvířecí jméno podle berana                                          |
| 38     | Kulikov                    | Куликов     | ptačí jméno podle kulíka                                            |
| 39     | Alexejev                   | Алексеев    | z křestního jména Alexej                                            |
| 40     | Stěpanov                   | Степанов    | z křestního jména Stěpan (Štěpán)                                   |
| 41     | Jakovlev                   | Яковлев     | z křestního jména Jakov (Jakub)                                     |
| 42     | Sorokin                    | Сорокин     | ptačí jméno podle straky                                            |
| 43     | Sergejev                   | Сергеев     | z křestního jména Sergej                                            |
| 44     | Romanov                    | Романов     | z křestního jména Roman                                             |
| 45     | Sacharov                   | Захаров     | z křestního jména Zachar (Zachariáš)                                |
| 46     | Borisov                    | Борисов     | z křestního jména Boris                                             |
| 47     | Koroljov                   | Королёв     | od výrazu Koroľ (král), což zpětně odkazuje na jméno Karel (Veliký) |
| 48     | Gerasimov                  | Герасимов   | z křestního jména Gerasim (Herasimos)                               |
| 49     | Ponomarjov                 | Пономарёв   | podle církevní hodnosti jereje                                      |
| 50     | Grigorjev                  | Григорьев   | z křestního jména Grigorij (Řehoř)                                  |
| 51     | Lazarev                    | Лазарев     | z křestního jména Lazar                                             |
| 52     | Medveděv                   | Медведев    | zvířecí jméno podle medvěda                                         |
| 53     | Jeršov                     | Ершов       | podle jména ryby ježdíka                                            |
| 54     | Nikitin                    | Никитин     | z křestního jména Nikita (Anikétos)                                 |
| 55     | Sobolev                    | Соболев     | zvířecí jméno podle sobola                                          |
| 56     | Rjabov                     | Рябов       | od výrazu rajbina (jeřabina)                                        |
| 57     | Poljakov                   | Поляков     | od výrazu pole nebo poljak (Polák)                                  |
| 58     | Cvetkov                    | Цветков     | od výrazu cvetok (květina)                                          |
| 59     | Danilov                    | Данилов     | z křestního jména Danilo (Daniel)                                   |
| 60     | Žukov                      | Жуков       | jméno podle brouka                                                  |
| 61     | Frolov                     | Фролов      | z křestního jména Frol                                              |
| 62     | Žuravljov                  | Журавлёв    | ptačí jméno podle jeřába                                            |
| 63     | Nikolajev                  | Николаев    | z křestního jména Nikolaj (Mikuláš)                                 |
| 64     | Krylov                     | Крылов      | od výrazu krylo (křídlo)                                            |
| 65     | Maximov                    | Максимов    | z křestního jména Maxim                                             |
| 66     | Sidorov                    | Сидоров     | z křestního jména Sidor                                             |
| 67     | Osipov                     | Осипов      | z křestního jména Osip (Josef)                                      |
| 68     | Bělousov                   | Белоусов    | od belyje usy (bílé vousy) – srov. české “Bělobradý”                |
| 69     | Fedotov                    | Федотов     | z křestního jména Fedot (Theodotos)                                 |
| 70     | Dorofejev                  | Дорофеев    | z křestního jména Dorofej (Dorotheas)                               |
| 71     | Jegorov                    | Егоров      | z křestního jména Jegor (Igor/Jiří)                                 |
| 72     | Matvejev                   | Матвеев     | z křestního jména Matvej (Matěj/Matouš/Matyáš)                      |
| 73     | Bobrov                     | Бобров      | zvířecí jméno podle bobra                                           |
| 74     | Dmitrijev                  | Дмитриев    | z křestního jména Dmitri (Demetrios)                                |
| 75     | Kalinin                    | Калинин     | od rostliny kaliny                                                  |
| 76     | Anisimov                   | Анисимов    | z křestního jména Anisim (Onesimus)                                 |
| 77     | Petuchov                   | Петухов     | ptačí jméno podle kouhouta                                          |
| 78     | Antonov                    | Антонов     | z křestního jména Anton (Antonín)                                   |
| 79     | Timofejev                  | Тимофеев    | z křestního jména Timofej (Timotej)                                 |
| 80     | Nikiforov                  | Никифоров   | z křestního jména Nikifor (Nikephoros)                              |
| 81     | Veselov                    | Веселов     | od výrazu vesjoly (veselý, šťastný)                                 |
| 82     | Filippov                   | Филиппов    | z křestního jména Filip                                             |
| 83     | Markov                     | Марков      | z křestního jména Marek                                             |
| 84     | Bolšakov                   | Большаков   | od výrazu bolšoj (velký)                                            |
| 85     | Suchanov                   | Суханов     | od výrazu suchoj (suchý)                                            |
| 86     | Mironov                    | Миронов     | z křestního jména Miron (Myron)                                     |
| 87     | Širjajev                   | Ширяев      | od výrazu širokyj (široký)                                          |
| 88     | Alexandrov                 | Александров | z křestního jména Alexandr                                          |
| 89     | Konovalov                  | Коновалов   | podle povolání - zvěrolékař                                         |
| 90     | Šestakov                   | Шестаков    | od číslovky šest                                                    |
| 91     | Kazakov                    | Казаков     | od výrazu kazak (kozák)                                             |
| 92     | Jefimov                    | Ефимов      | z křestního jména Jefim                                             |
| 93     | Denisov                    | Денисов     | z křestního jména Denis (Dionysos)                                  |
| 94     | Gromov                     | Громов      | od výrazu grom (hrom)                                               |
| 95     | Fomin                      | Фомин       | z křestního jména Foma (Tomáš)                                      |
| 96     | Davydov                    | Давыдов     | z křestního jména David                                             |
| 97     | Melnikov                   | Мельников   | podle povolání mlynář                                               |
| 98     | Ščerbakov                  | Щербаков    | od výrazu ščšerbatyj (poďobaný od neštovic, či bezzubý)             |
| 99     | Blinov                     | Блинов      | od výrazu blin (bliny)                                              |
| 100    | Kolesnikov                 | Колесников  | podle povolání kolář                                                |